# Karel Kalivoda
Karel Kalivoda (22. srpna 1916 Brno – 7. srpna 1980 Brtníky), přezdívaný pražský Maigret, byl český policista, v letech 1952 až 1966 ředitel české kriminální policie.

## Život
V mládí pracoval v klempířské dílně svého otce. Kriminalistou se stal na podzim roku 1945. Počátkem následujícího roku nastoupil do Oblastní kriminální úřadovny v Mladé Boleslavi. Začínal jako telefonista, později už patřil do výjezdové skupiny. Svými nadřízenými byl dobře hodnocen a byl členem komunistické strany. V roce 1950 již řídil pražskou kriminální policii.
Mezi vyřešené případy tehdy patřily mj.:
- kauza Mědirytina, v níž šlo o odhalení padělatelů potravinových lístků
- případ vraždy Herty Černínové, která zmizela v dubnu 1951 (v této souvislosti kriminalisté znovuotevřeli případ vraždy Otýlie Vranské z roku 1933, který se jim však ani v 50. letech objasnit nepodařilo)

Úspěchy Kalivodovi v roce 1952 přinesly posun v kariéře: stal se ředitelem české kriminální policie. Nebyl však ochoten vyšetřovat některé citlivé případy podle politické objednávky (např. podivnou smrt bývalého ředitele Státní bezpečnosti Jindřicha Veselého nebo krádež tehdy obrovské částky přesahující 800 tisíc korun při přepadení v Čakovicích), a v roce 1966 tak byl kvůli intrikám StB ze své funkce vyhozen. Začal pak opět řídit pražskou kriminální policii. Počátkem roku 1976 byl poslán do důchodu a dostal zákaz psát a publikovat.
Zemřel v roce 1980, v novinách nevyšel ani malý nekrolog. V roce 2023 byl o jeho životním příběhu natočen dokumentární film Pražský Maigret.